# Storm Worm
Storm Worm, čeprav najbolj razširjen pod imenom worm, je več kot le računalniški črv. Njegova sestava vsebuje črva (worm), trojanskega konja (Trojan horse) in robota (bot). Je eden izmed najuspešnejših novejših/modernejših računalniških črvov, ki naj bi po informacijah okužil od 1 do 50 milijonov računalnikov po svetu.
- Glavna operacijska metoda Storm Worma je pametna uporaba socialnega inženiringa, ter okužba računalnikov.

- Nekatere verzije Storm Worma spremenijo okužene računalnike v "zombije" ali "bote". S stopnjevanjem infekcije računalnika, slednji postane ranljivejši proti zlonamerni uporabi storilca za napadom.[2]
- Računalnik naposled postane del botneta (mreža deljinsko vodenih "zombijev"), ter začne kontrolirano širiti Storm Worm na druge računalnike.

## Zgodovina
Starejše oblike zloglasnega črva kot so npr. Sasser, Slammer, Nimda, so hekerji ustvarili zaradi želje po slavi. Glavna funkcija prve generacije črva je bila hitra širitev po sistemih (Sasser naj bi okužil do 75.000 računalnikov v 10 minutah), kar je vzbudilo veliko pozornosti v svetovni javnosti. 
Prvič naj bi se pojavil 17. januarja 2007, okužil pa naj bi tisoče računalnikov z Microsoftovim operacijskim sistemom. Istega leta je bil iz strani nekaterih časopisov in blogov imenovan za najnevarnejšega računalniškega črva.  
Sama zaznava takratnega virusa ni predstavljala prevelikega zalogaja za računalniško varnostne eksperte, potreben je bil le hiter odziv antivirusnih organizacij. 

## Sedanjost
Modernejši računalniški črv kot je Storm Worm, so ustvarili hekerji v želji po zaslužku. Za razliko od njihovih predhodnikov je črv ustvarjen tako, da se širi zelo hitro, hkrati pa ne vzbuja pozornosti. 
- Simptomi okužbe niso vidni že od samega začetka, računalnik pa lahko ostane okužen dolgo časa preden uporabnik opazi spremembe.
- Po sestavi je črv podoben smrtonosti bolezni sifilis, kjer se simptomi pokažejo redko ali celo nenadoma popolnoma izginejo, po določenem času pa postanejo smrtonostni.
- Leta 2007 je varnostno podjetje Postini odkrilo več kot 200 milijonov e-sporočil s povezavo do Storm Worma v napadu ki je trajal 7 dni.[2]

- Proti Storm Wormu so efektivni predvsem posodobljen požarni zid, antivirusnik in protivohunska programska oprema. Priporočljivo je varno odpiranje nepoznane pošte ter neznanih virov z vpadljvimi naslovi.[3]

Trenutno StormWorm ni pretirano aktiven. Razen občasnih napadov na različne Windows sisteme, je bil uporabljen le v primeru delniških goljufij.
Vendarle obstaja potencialna možnost, da se pripravlja druga faza Storm Worma, katerega posledice bi bile lahko še katastrofalnejše.

## Značilnosti[1]
- Storm deluje potrpežljivo, saj ne napada neprenehoma, temveč napade ter se nato začasno skrije. Tako ga je težje odkriti, kaj šele nevtalizirati.
- Po delovanju spominja na kolonijo mravlj. Virus razširja le del virusa, ti. Command-and-control serverji. Ostali čakajo in sprejemajo ukaze.
- Storm Worm ne povzroča škode na programski ali strojni opremi računalnika. Saj tako kot parazit za svoje preživetje potrebuje zdrav sistem gostitetelja.
- Koda virusa se redno menja, spreminjala naj bi se vsakih 30 minut (problem za antivirusno programsko opremo).
- Sprva se je po svetu širil kot pdf datoteka, nato kot e-cards in youtube povabila, poštna sporočila itd. Vse z namenom da se uporabnike prilisiči, da kliknejo na okuženo datoteko. Poštna sporočila so vsebovala datoteke z imeni kot je "full clip.axe" ali "read more.axe".
- Po kliku na datoteko, Storm Worm ustvari "back door" v računalniku, to pa izrabi za črpanje osebnih informacij ter pošiljanje spamov.[4]
- Storm Worm deluje izredno defenzivno v primeru sledenja ali prekinjanja botneta. Zavarovan naj bi bil tako da botnet nemudoma prične z DDoS napadom na IP naslov storilca.
- Relativno preprosta metoda napada je dosegla tako velik uspeh predvsem s prekanjenim socialnim inženiringom in spreminjanjem taktik. Naslovi nadležnih pošt, datotek in sporočil so vedno aktualni in domiselni, z namenom vzbuditi zanimanje v prejemniku.

Metode za uspešno onesposobitev črva ni, možno je le odkritje oseb ki ga kontrolirajo, in jih aretirati.
Kreator Storm Worma ni znan, čeprav obstajajo spekulacije, da naj bi izviral iz Rusije. Finsko varnostno podjetje F-secure je odkrilo, da uporabljajo domeno in gostijo izven znamenite Ruske poslovne mreže (Russian Business Network).
Hekerji so očitno izredno izkušeni, uporaba takšnega škodljivega virusa pa se bo zagotovo izpopoljevala ter dodatno širila. 

## Vrste sporočil
Najbolj pogosti naslovi sporočil okuženih s Storm Worm: 
- Britanski muslimanski genocid
- Saddam Hussein živ!
- FBI proti Facebooku
- Če bi le vedel
- Saddam Husein živ in zdrav
- Odgovor: Tvoj tekst
- 230 mrtvih zaradi orkana v Evropi
- Nage mladoletnice napadejo direktorja
- Fidel Castro mrtev!
- Venezuelski predsednik: Naj se vojna začne!
- Valentinovo: sporočila z ljubezenskimi naslovi in vsebinami